# Neil Garner Motorsport
Neil Garner Motorsport est une écurie de sport automobile britannique. Elle est engagée principalement dans des championnats d'endurance automobile, tel que le Britcar et les Le Mans Series,,,.